# Black Boy Island
Black Boy Island ist eine Insel in der Themse in England zwischen den Orten Medmenham in Buckinghamshire und Hurley in Berkshire. Die Insel liegt flussaufwärts des Hurley Lock und gehört zu Berkshire.
Die Insel soll nach Charles II benannt sein, der als Kind so dunkel war, dass seine Mutter ihn Black Boy nannte. Black Boy Island und die angrenzende Frog Mill Ait waren ein Problem für die Schifffahrt, da der Leinpfad vom Hauptschifffahrtskanal aus gesehen jenseits der Insel verlief und die Seile über die Insel gezogen werden mussten, was dazu führte, dass Boote ans Ufer gezogen wurden.
Der Name Poisson Deux ist mit der Umgebung verbunden, und man nimmt an, dass er von den Fischreusen, die hier im Fluss befestigt waren, stammt.